# Allophylus conraui
Allophylus conraui là một loài thực vật có hoa trong họ Bồ hòn. Loài này được Gilg ex Radlk. mô tả khoa học đầu tiên năm 1908 publ. 1909.